# كارلوس جالفيز بيتانكورت
كارلوس جالفيز بيتانكورت هو محامي وسياسي مكسيكي، ولد في 1921 في Jiquilpan, Michoacán ‏ في المكسيك، وتوفي في 1990 في مدينة مكسيكو في المكسيك. نشط حزبياً في الحزب الثوري المؤسساتي. وقد انتخب Governor of Michoacán ‏.